# Liste der Bodendenkmale in Schkeuditz
In der Liste der Bodendenkmale in Schkeuditz sind die Bodendenkmale der Stadt Schkeuditz und ihrer Ortsteile nach dem Stand der Auflistung von Klaus Kroitzsch und Harald Quietzsch aus dem Jahr 1984 aufgelistet. Eventuelle Änderungen und Ergänzungen, insbesondere aus der Zeit nach der Wende, sind nicht berücksichtigt, da für Sachsen aktuell keine neueren allgemein zugänglichen Bodendenkmallisten vorliegen. Die Baudenkmale sind in der Liste der Kulturdenkmale in Schkeuditz aufgeführt.
| Denkmal-ID | Fundart             | Ortsteil   | Bezeichnung                           | Zeitstellung | Lage                                                              | Bemerkungen | Bild |
| ---------- | ------------------- | ---------- | ------------------------------------- | ------------ | ----------------------------------------------------------------- | --- | ---- |
| ?          | Befestigung > Burg  | Schkeuditz | Wallanlage „Mühlenberg“/„Försterberg“ | Slawenzeit   | südlicher Ortsrand, Elsterniederung, nördlich des Elsterübergangs | Ringwall als Niederungsburg, oberflächlich nur noch ein Wallrest im Süden erhalten, Schutz seit 25. November 1958  |      |
| ?          | Grabmal > Grabhügel | Glesien    | vermutetes Hügelgrab                  | undatiert    | westlich des Orts, Nordrand des Waldstücks „Brösen“               | Hügel mit 10 m Durchmesser und 1 m Höhe, abgeflachte Oberseite, Senke vor der Nordseite, Schutz seit 24. Juli 1957 |      |